# 八百屋町 (徳島市)
八百屋町（やおやまち）は、徳島県徳島市の町名。内町地区に属している。八百屋町一丁目から八百屋町三丁目まである。
郵便番号は〒770-0841。
やおや「まち」という読みは、江戸時代に町人の町家だったことを示している。

## 統計
- 人口：35人（2010年1月。徳島市の調査より）
- 世帯数：15世帯（同上）

## 地理
徳島市の中心駅徳島駅の南方、内町地区の南部に位置している。東西に細長く、東から1～3丁目が並んでいる。
東西に伸びる国道192号の南北に広がる町である。ただし192号の南側のうち八百屋町交差点の南は両国本町である。北は一番町、南は同様に東西の道路沿いの通町（および両国本町）、西は南北の道路沿いの元町、東は富田橋通りを挟んで幸町である。
国道192号は徳島市中心部の東西の幹線道路であり、自動車の交通量は多い。徳島中央郵便局があり、その他にも銀行や生命保険会社の支店が立ち並び、近代的ビジネス街を形成している。

## 歴史
江戸時代から現在の町名。阿波志によれば、もと中町に属し、旧名袋町とある。徳島城下の町人町の1つ。
元の八百屋町は現在の1丁目に限られ、西に中町（現 2丁目）・紀伊国町（現 3丁目）と続き、西横町（現 元町）に出た。なお貞享2年の徳島市中町数並家数では、この町筋は紀伊国町筋とある（民政資料）。紀伊国町の名は、藩政初期に紀州商人が木綿を商ったことによる。一筋北は紙屋町（現一番町）、一筋南は通町。
紙屋町や中魚町（現 幸町西端の富田橋通り両側）と共に、藩から特権を受けた専売商人の町であり、蜂須賀家旧領の尾張国や播磨国の出身者が多かった。これらのうち八百屋町のみの町名が現在まで残る。
しかし火災が相次いだので、一部の商人が助任町に移された。「異本阿波志」に
と見える。
1868年に中町・紀伊国町を編入。1889年からは徳島市の町名となる。
明治期には、藤村九平 (1856–1929) が1875年に創業した藤村度器製作があり、竹尺を初めとする定規が生産されていたが、焼失し移転した。現在は昭和町3丁目に所在する。
1941年からは一丁目から三丁目がある。1975年に紙屋町の一部を編入、八百屋町交差点南側が新設された両国本町となる。

## 施設
- 徳島中央郵便局 - 1丁目
- 朝日新聞徳島総局 - 1丁目
- 三井生命徳島総括営業部（三井生命ビルディング） - 1丁目
- ニッセイ徳島ビル - 2丁目
- 四国銀行徳島支店 - 3丁目
- 野村証券徳島支店 - 3丁目

## 交通

### 道路
- 一般国道
  - 国道192号

### バス
- 徳島バス・徳島市営バス
  - 八百屋町
  - 徳島中央郵便局前
- 琴平バス
  - 徳島八百屋町 - HEARTSバスステーション博多行き